# Philippe Fix
 (octobre 2017).
Pour les articles homonymes, voir Fix.
Philippe Fix (né en 1937 à Grendelbruch, département du Bas-Rhin) est un dessinateur, illustrateur et auteur français. En 1963, il a créé la figure de bande dessinée Chouchou. Des livres avec ses illustrations ont été publiés en français, allemand, anglais, italien, finnois, danois, néerlandais, gallois, suédois, norvégien (bokmål), espagnol, afrikaans, japonais, lituanien, portugais et hébreu.

## Publications
- Félix et Julie voyagent dans le temps. Paris : École des Loisirs, 1977, 32 p.  (ISBN 2-211-04650-9)
- Le Lait de la lionne / I. B. Singer ; trad. Henri Robillot ; ill. Philippe Fix. Paris : Gallimard-Jeunesse, coll. "Enfantimages", 1980, 40 p.  (ISBN 2-07-058089-X)
- Lancelot, le chevalier à la charrette / Chrétien de Troyes ; traduit de l'ancien français par Jean-Pierre Foucher ; illustrations Philippe Fix, Michel Politzer ; préface Claude Mettra. Paris : Gallimard jeunesse, coll. "Folio junior. Légendes" n° 5, 1981.  (ISBN 2-07-034305-7)
- La Ferme d'hier et d'aujourd'hui / Françoise Denis ; Philippe Fix. Boulogne-Billancourt : Berger-Levrault, coll. "Leçons de choses", 1983, 32 p.  (ISBN 2-7013-0543-8)

## Prix et distinctions
- 1970 : Mention au prix de la critique en herbe à la Foire du livre de jeunesse de Bologne[1] pour Séraphin, coécrit par Alain Grée et Janine Ast, qu'il a illustré.
- 1972 : Mention au premio grafico fiera di Bologna per l'infanzia à la Foire du livre de jeunesse de Bologne[2] pour Séraphin, lecture interdite par Alain Grée, qu'il a illustré.
- 1990 : diplôme Hans Christian Andersen pour Il y a cent ans déjà[3], (texte coécrit avec Françoise Fix).
- 1990 : (international) « Honour List »[4] de l' IBBY, catégorie Illustration, pour Il y a cent ans déjà (texte coécrit avec Françoise Fix)